# Ла-Гуардія-де-Хаен
Ла-Гуардія-де-Хаен (ісп. La Guardia de Jaén) — муніципалітет в Іспанії, у складі автономної спільноти Андалусія, у провінції Хаен. Населення — 4232 особи (2010).
Муніципалітет розташований на відстані близько 300 км на південь від Мадрида, 8 км на схід від Хаена.

## Демографія
Динаміка населення (INE ):

## Галерея зображень

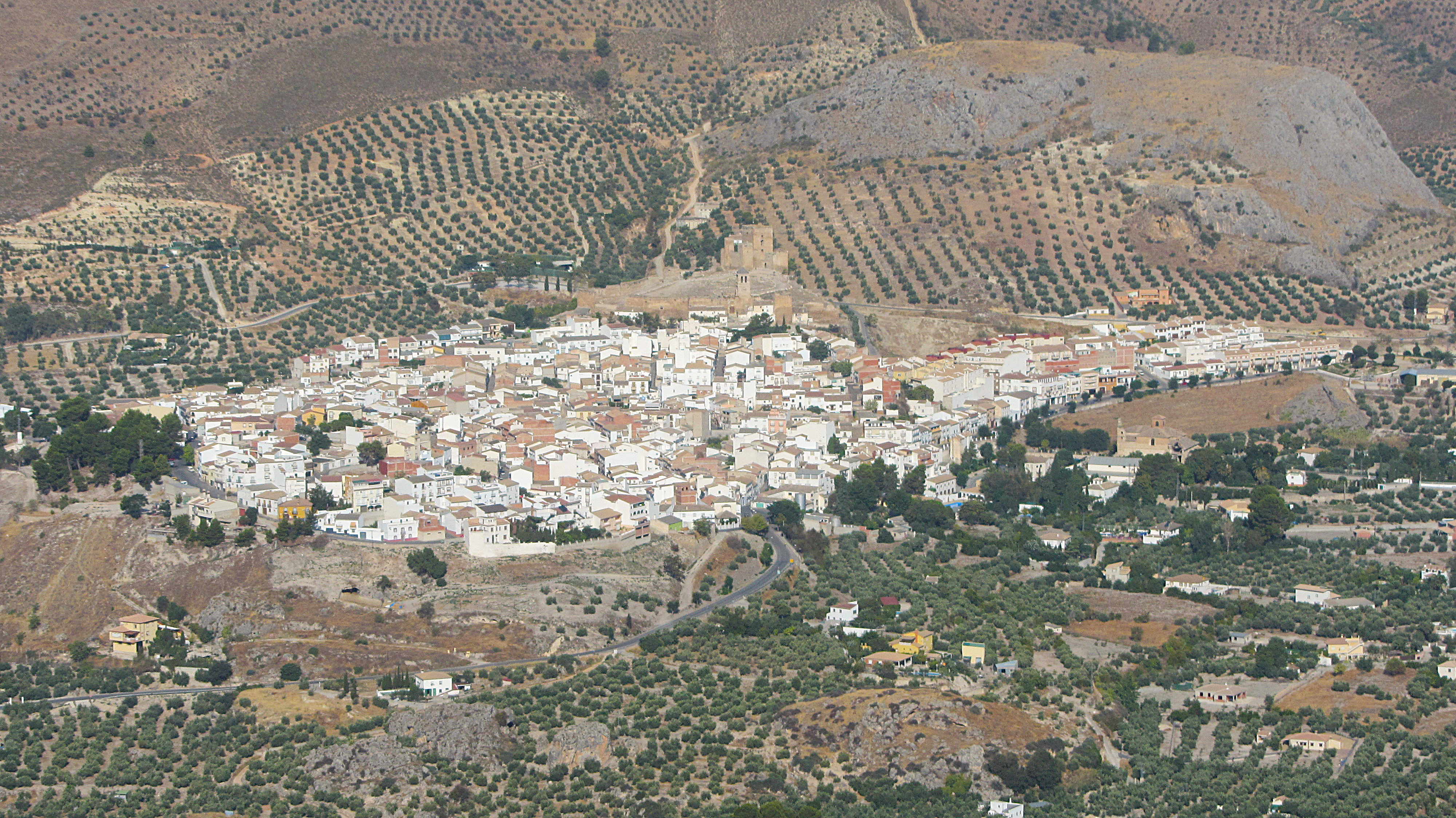
Panoramic
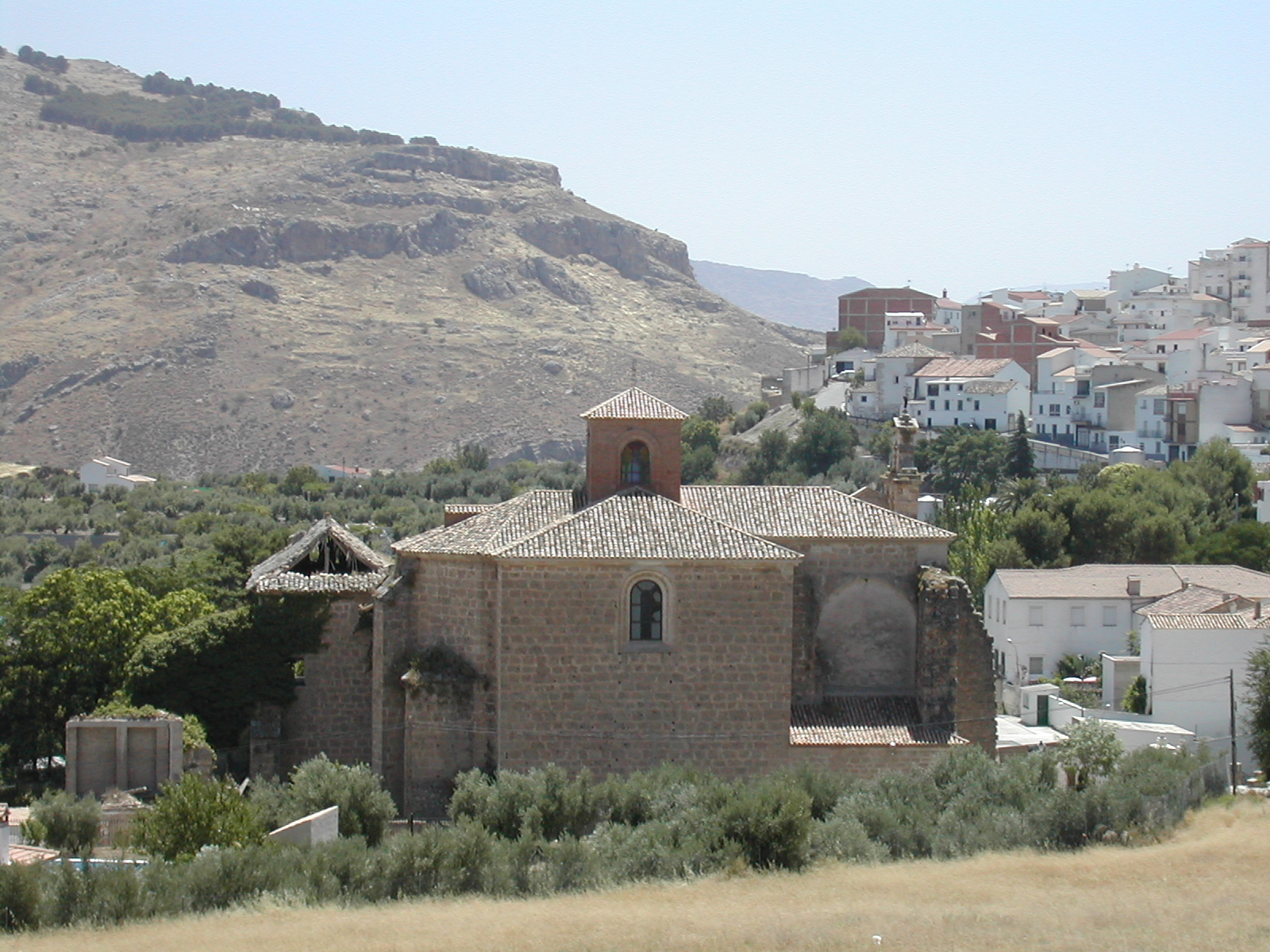
Домініканський монастир
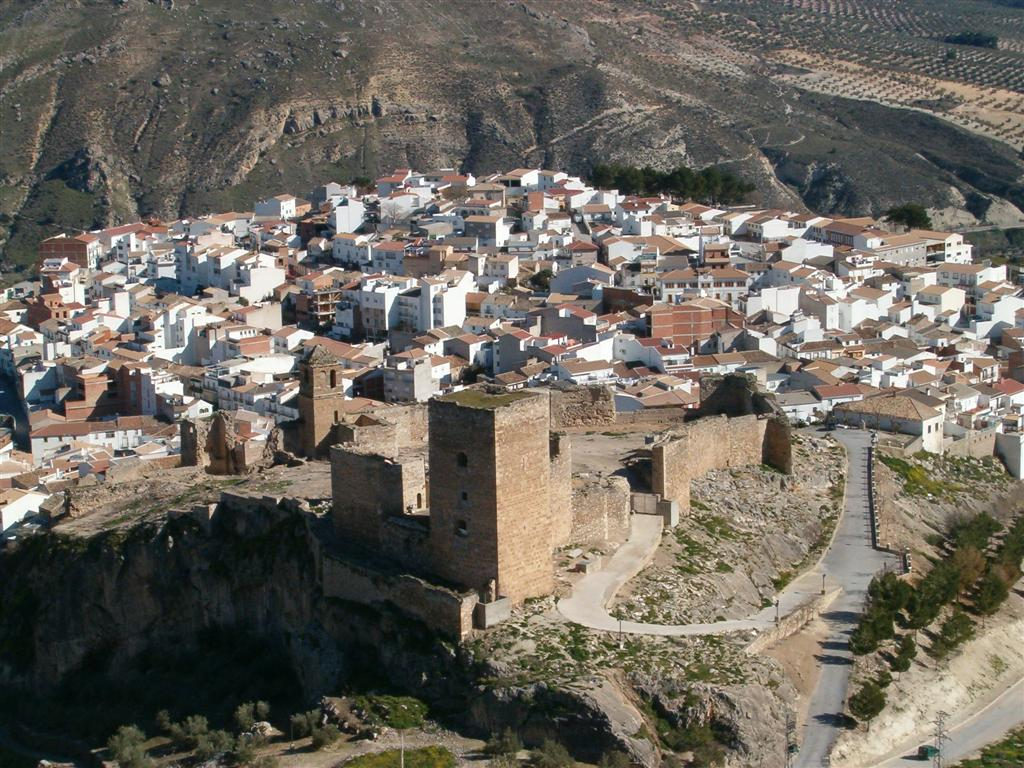
Замок у Ла-Гуардії-де-Хаен